# Narciso Yepes

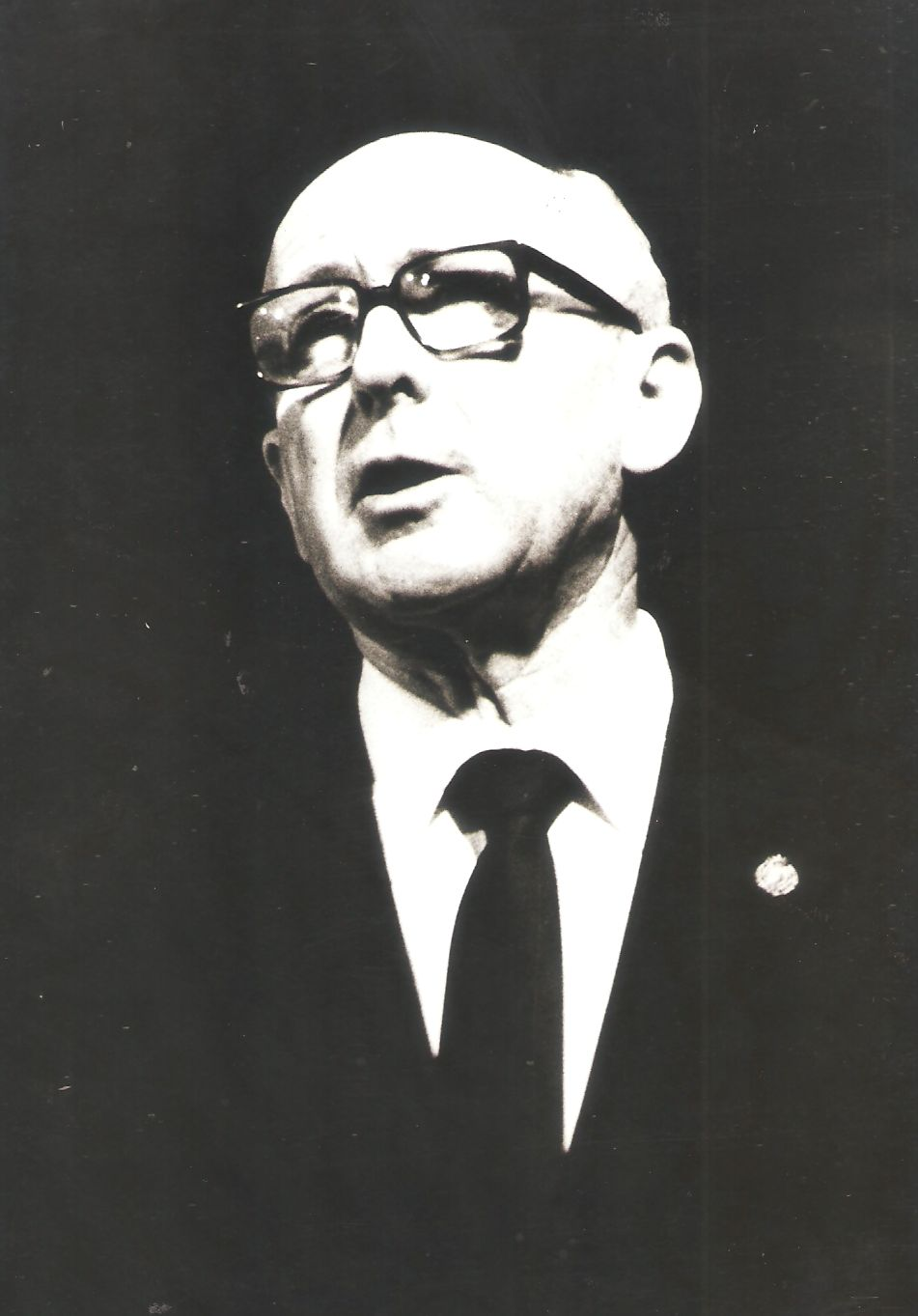
Narciso Yepes

Narciso Yepes (Lorca, provincie Murcia, 14 november 1927 - Murcia, 3 mei 1997) was een Spaans klassiek gitarist, beschouwd als een der meest vooraanstaande 20e-eeuwse uitvoerders van klassieke gitaarmuziek in de wereld.

## Biografie
Yepes was een meester van de klassieke gitaar. Hij begon op zijn dertiende jaar met zijn opleiding aan het conservatorium van Valencia, waar hij harmonieleer, compositie, en 'optreden' studeerde.
In december 1947 maakte hij zijn debuut in Madrid met het Concierto de Aranjuez (van de blinde componist Joaquín Rodrigo), onder de orkestdirectie van dirigent Ataúlfo Argenta. Het overweldigende succes en de kritieken van dit optreden maakte hem bekend bij het grote publiek.

In 1952 bewerkte hij een traditioneel lied voor de gitaar: Romance d'Anonyme. Deze muziek werd gebruikt in de film Juegos prohibidos (Jeux interdits, Verboden Spelen) van regisseur René Clément (1952). Dit canción para la guitarra (lied voor de gitaar) behoort tegenwoordig tot de klassieke standaards van elke gitarist. Yepes voerde ook andere stukken uit voor deze film. Later componeerde hij de filmmuziek 'La Fille aux Yeux d'Or' (1961) en 'La viuda del capitán Estrada' (1991). Hij trad in 1967 op als muzikant in de film 'El amor brujo'.
Narciso Yepes trouwde in 1958 met Marysia Szumlakowska, een jonge Poolse studente filosofie. Zij kregen drie kinderen: Juan de la Cruz (overleed op 18-jarige leeftijd bij een verkeersongeval), Ignacio Yepes (fluitist en dirigent), en Ana Yepes (choreografe en ballerina).

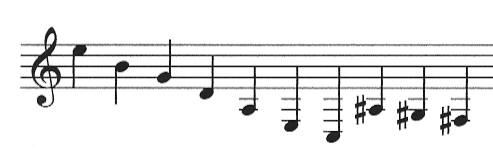
Bereik van Yepes' 10-snarige gitaar

In 1964 voerde Yepes het Concierto de Aranjuez met het Berlin Philharmonic Orchestra, met de première van de tiensnarige gitaar, door hem uitgevonden in samenwerking met de bekende (flamenco) gitaarbouwer José Ramírez III. Zijn onvrede over de onbalans in het geluidsevenwicht van de zessnarige gitaar bij bepaalde natuurlijke harmonieën was de reden om een dergelijke gitaar te ontwerpen. Het instrument maakte het mogelijk om oorspronkelijk barokke muziekstukken voor de luit uit te voeren zonder transpositie van de basnoten. De belangrijkste reden om dit instrument te ontwerpen was de toevoeging van extra snaren, dienend als resonatoren, die C, A#, G#, F# gestemd waren. Hierdoor was dit de eerste echt chromatische gitaar, vergelijkbaar met de piano met zijn resonantie/pedaal mechanisme.
Na 1964 gebruikte Yepes zijn tiensnarige gitaar -ook wel décacorde genoemd- exclusief tijdens zijn vele optredens (130 per jaar) met de belangrijkste orkesten over de hele wereld.
Naast zijn werk als muzikant was Yepes een belangrijk geleerde, die met zijn research in vergeten 16e- en 17e-eeuwse manuscripten een schat aan muziek voor gitaar en luit terugvond. Ook was hij de eerste die het complete werk van Bach op een historische barok luit opnam. Tijdens zijn geduldig studeren op dit instrument ontwikkelde Narciso Yepes een revolutionaire techniek en ontdekte vele nieuwe mogelijkheden in het gebruik van de luit. 
In de jaren 80 vormde Yepes het Trio Yepes met zijn zoon Ignacio op fluit en blokfluit, zijn dochter Ana dansend op haar eigen choreografie.
Vanaf 1993 trad Narciso Yepes steeds minder op als gevolg van een aftakelende gezondheid. Zijn laatste concert gaf hij op 1 maart 1996 in Santander, waarna hij in 1997 aan lymfeklierkanker in Murcia overleed.

## Discografie

### Gitaar met orkest
1. Salvador Bacarisse: "Concertino para guitarra y orquesta en la menor". Ernesto Halffter: "Concierto para guitarra y orquesta". Met het Orquesta sinfónica de RTVE 1980, dirigent Odón Alonso.
2. Mauricio Ohana: "Tres gráficos".
3. A. Ruiz Pipó: "Tablas".
4. Met het London Symphony Orchestra, Rafael Frühbeck de Burgos.
5. Joaquín Rodrigo: "Concierto de Aranjuez" y "Fantasía para un Gentilhombre". Met het Orquesta sinfónica de RTVE, Odón Alonso.
6. Manuel Palau: "Concierto levantino". Met het Orquesta nacional, Odón Alonso.
7. Antonio Vivaldi: "Concierto en RE mayor"; Manuel Palau: "Concierto levantino". Met het Orquesta nacional, Odón Alonso.
8. Antonio Vivaldi: "Conciertos para guitarra, laud y mandolinas", het Chamber Orchestra met dirigent Paul Kuentz.
9. Leonardo Balada: Persistèncias, Sinfonia concertante para guitarra y orquestra, Symfonieorkest van Barcelona o.l.v. Jesús López Cobos.

### Solo gitaar
1. Cinco siglos de guitarra:
  1. L. de Milan: "Seis pavanas".
  2. L. de Narváez: "Canción del emperador y diferencias".
  3. Diego Pisador: "Pavana y Villanesca".
  4. G.Sanz: "Suite española".
  5. Antonio Soler: "Dos Sonatas".
  6. Isaac Albéniz: "Malagueña".
  7. Fault: "Homenaje a Debussy".
  8. Ernesto Halffter: "Madrigal".
  9. Federico Moreno Torroba: "Madroños".
  10. Xavier Montsalvatge: "Habanera".
  11. Ohana: "Tiento".
2. Fernando Sor: "24 estudios".
3. H.  Villa-Lobos: "12 estudios y 5 preludios"
4. J. S. Bach: "Preludio", "Chacona en RE menor", "Zarabanda y Doble"; S.L.Weiss: "Fantasía en MI menor y Suite en MI mayor".
5. Música iberoamericana:
  1. H. Ayala: "Suite".
  2. Bacarisse: "Suite".
  3. Poulenc: Zarabanda.
  4. Asencio: "Homenajes".
  5. Gombau: "Tres piezas de la Belle Époque".